# Henridorff
Henridorff (deutsch Heinrichsdorf) ist eine französische Gemeinde mit 705 Einwohnern (Stand 1. Januar 2022) im Département Moselle in der Region Grand Est (bis 2015 Lothringen). Sie gehört zum Arrondissement Sarrebourg-Château-Salins.

## Geografie
Die Gemeinde Henridorff liegt etwa zwölf Kilometer östlich von Sarrebourg am Rande der Vogesen auf einer Höhe zwischen 215 und 367 m über dem Meeresspiegel. Der Rhein-Marne-Kanal bildet die südwestliche Grenze des Gemeindegebietes.

## Geschichte
Der Ort wurde im Jahr 1614 vom damaligen Herzog von Lothringen Heinrich II. der Gute als Henry-Dorff gegründet und gehörte ab 1661 zu Frankreich, wurde durch den Frieden von Frankfurt 1871 deutsch und nach dem Ersten Weltkrieg wieder französisch. Auch in der Zeit des Zweiten Weltkriegs war die Region wieder unter deutscher Verwaltung.
Die Krone und das lothringische Kreuz im Wappen erinnern an den Ortsgründer Herzog Heinrich II. von Lothringen. Außerdem steht die Pfarrei unter dem Patronat des Heiligen Kreuzes. Der rote Dreiberg im Wappen steht für die nahen Abbauorte des roten Sandsteins am Rand der Vogesen.

### Bevölkerungsentwicklung
| Jahr      | 1962 | 1968 | 1975 | 1982 | 1990 | 1999 | 2007 | 2019 |
| Einwohner | 654  | 627  | 590  | 537  | 493  | 531  | 645  | 712  |

## Sehenswürdigkeiten
- Kreuzerhöhungskirche (Exaltation-de-la-Sainte-Croix)

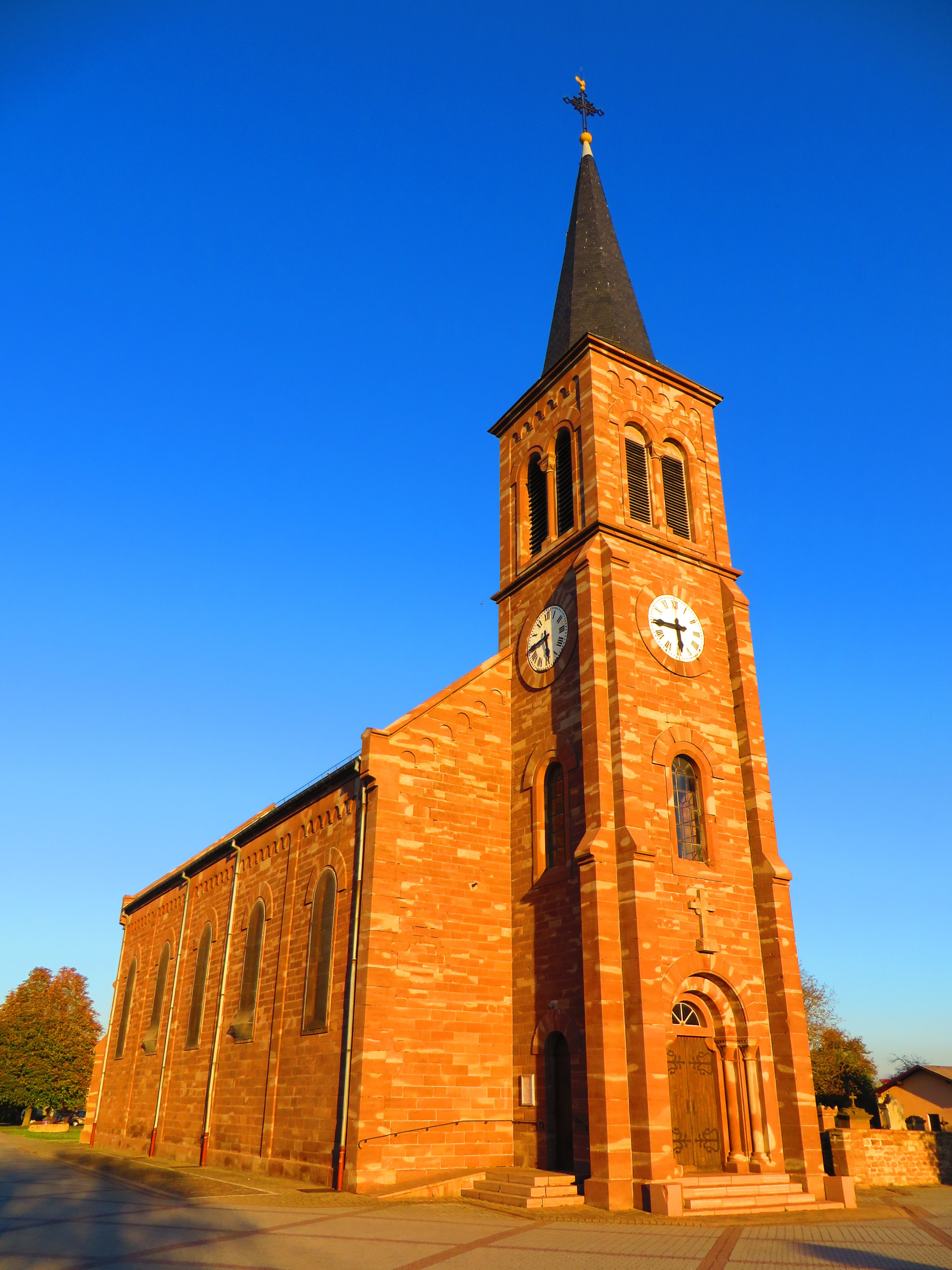
Kreuzerhöhungskirche

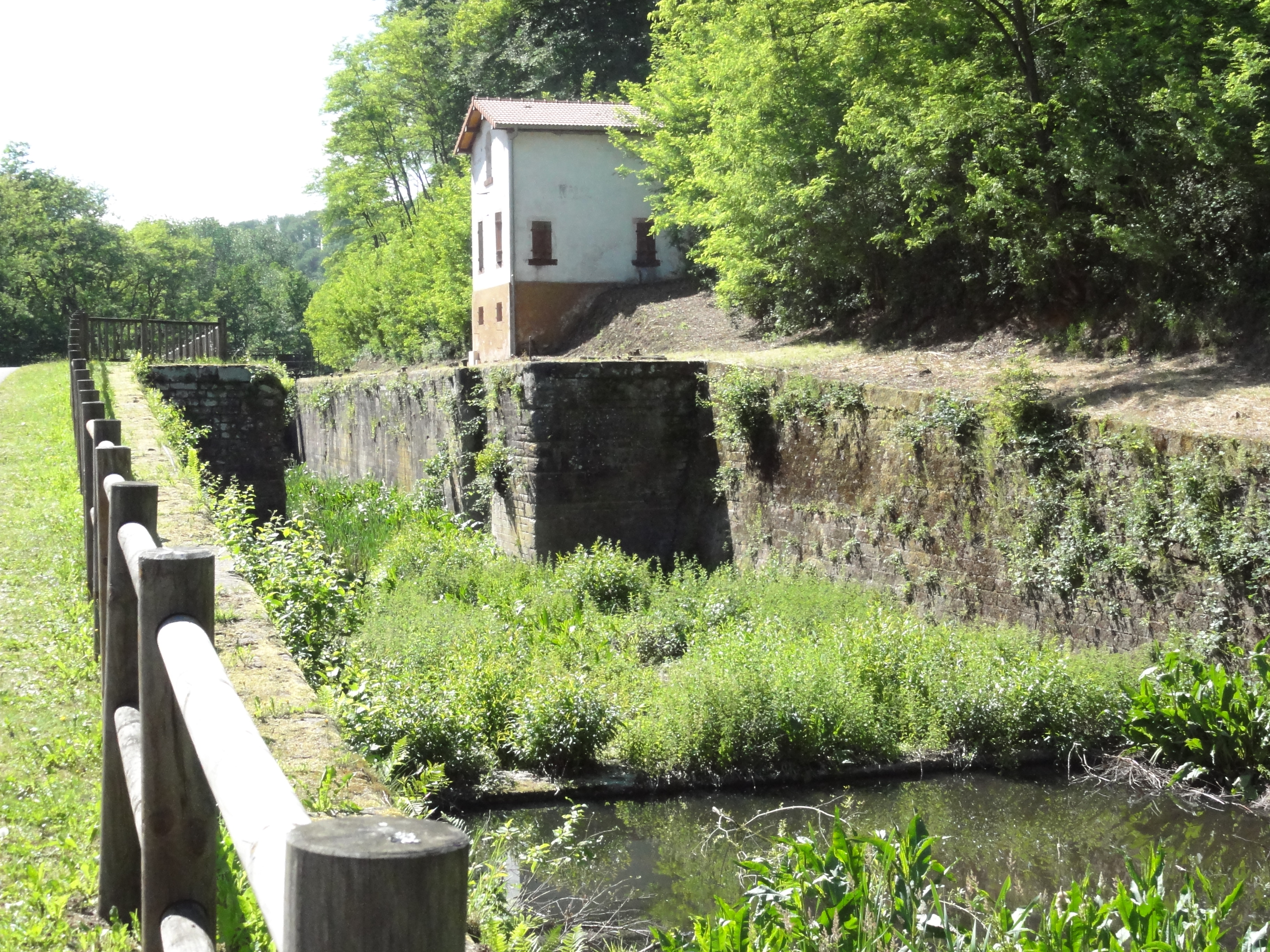
Eine der ehemaligen Schleusen am Rhein-Marne-Kanal

- mehrere Flur- und Wegekreuze

Flurkreuze in Henridorff
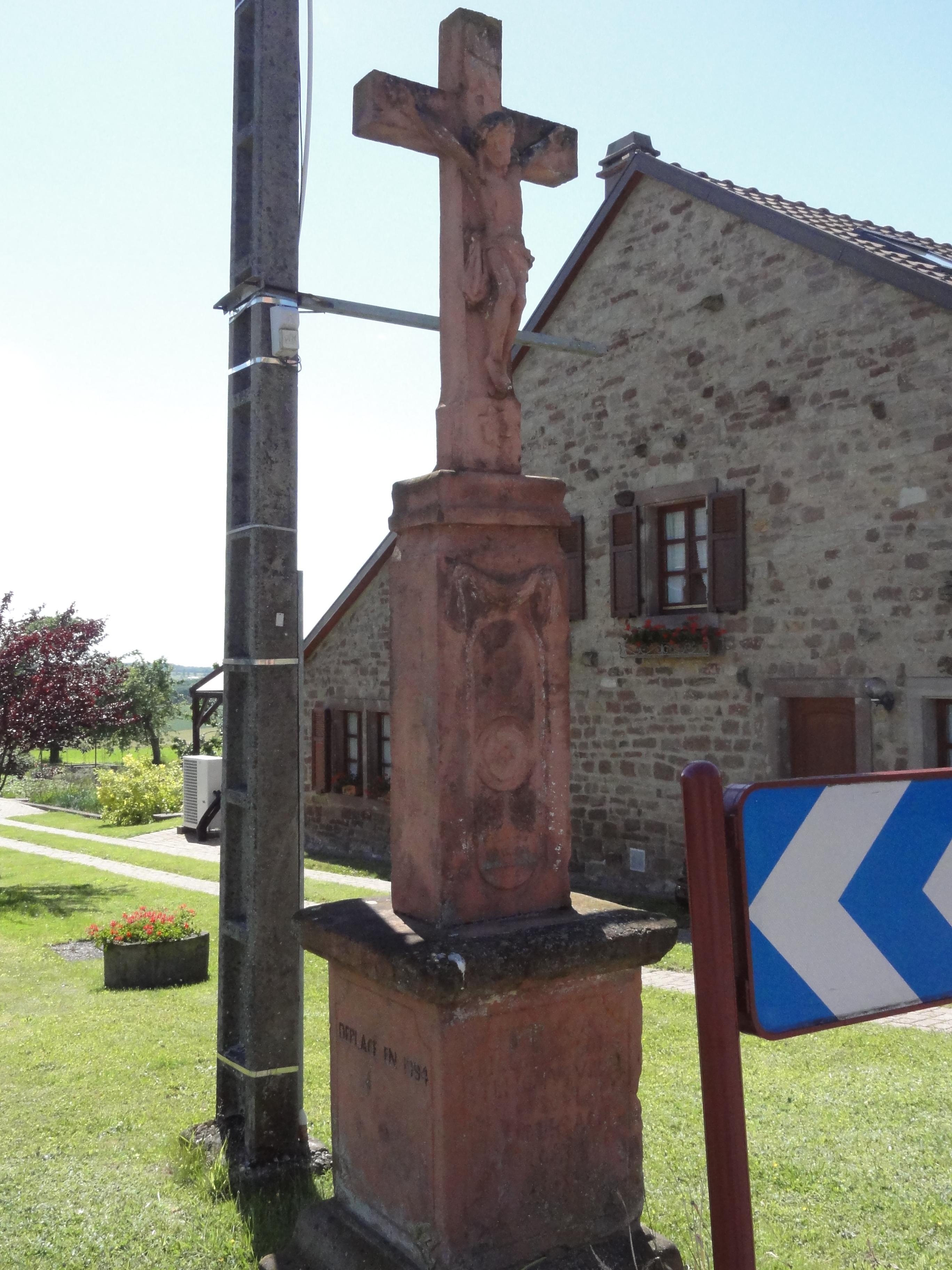
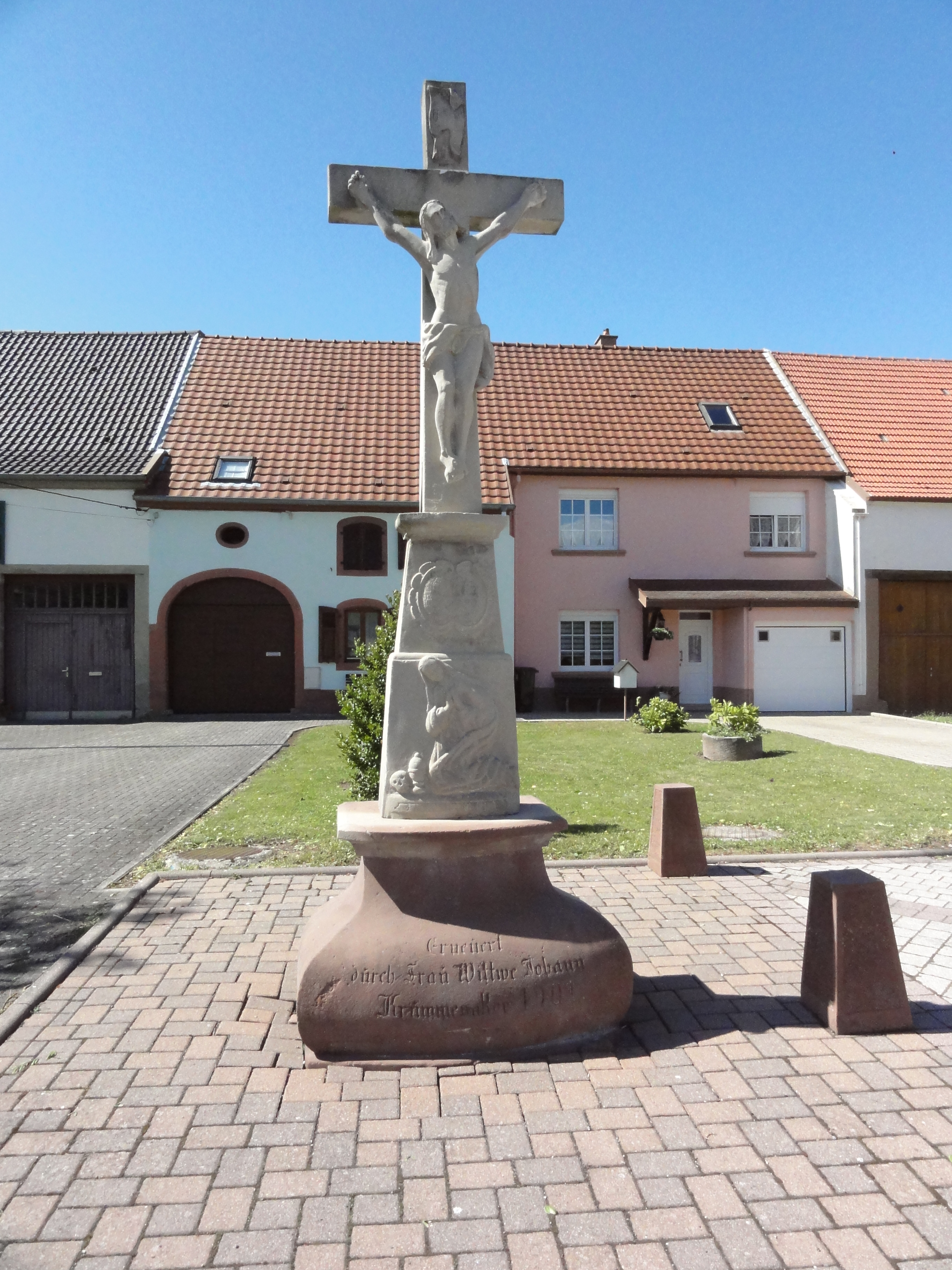
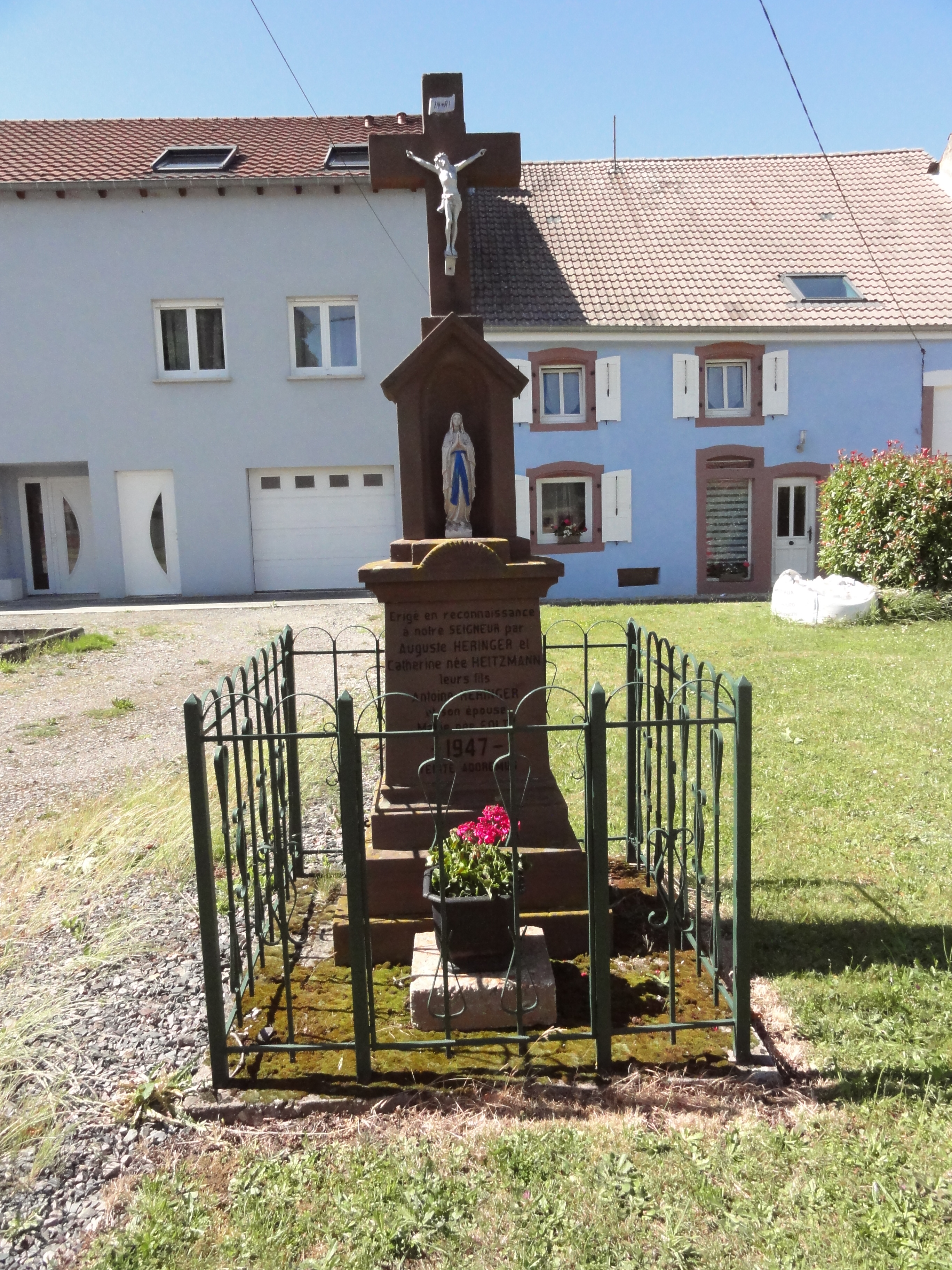
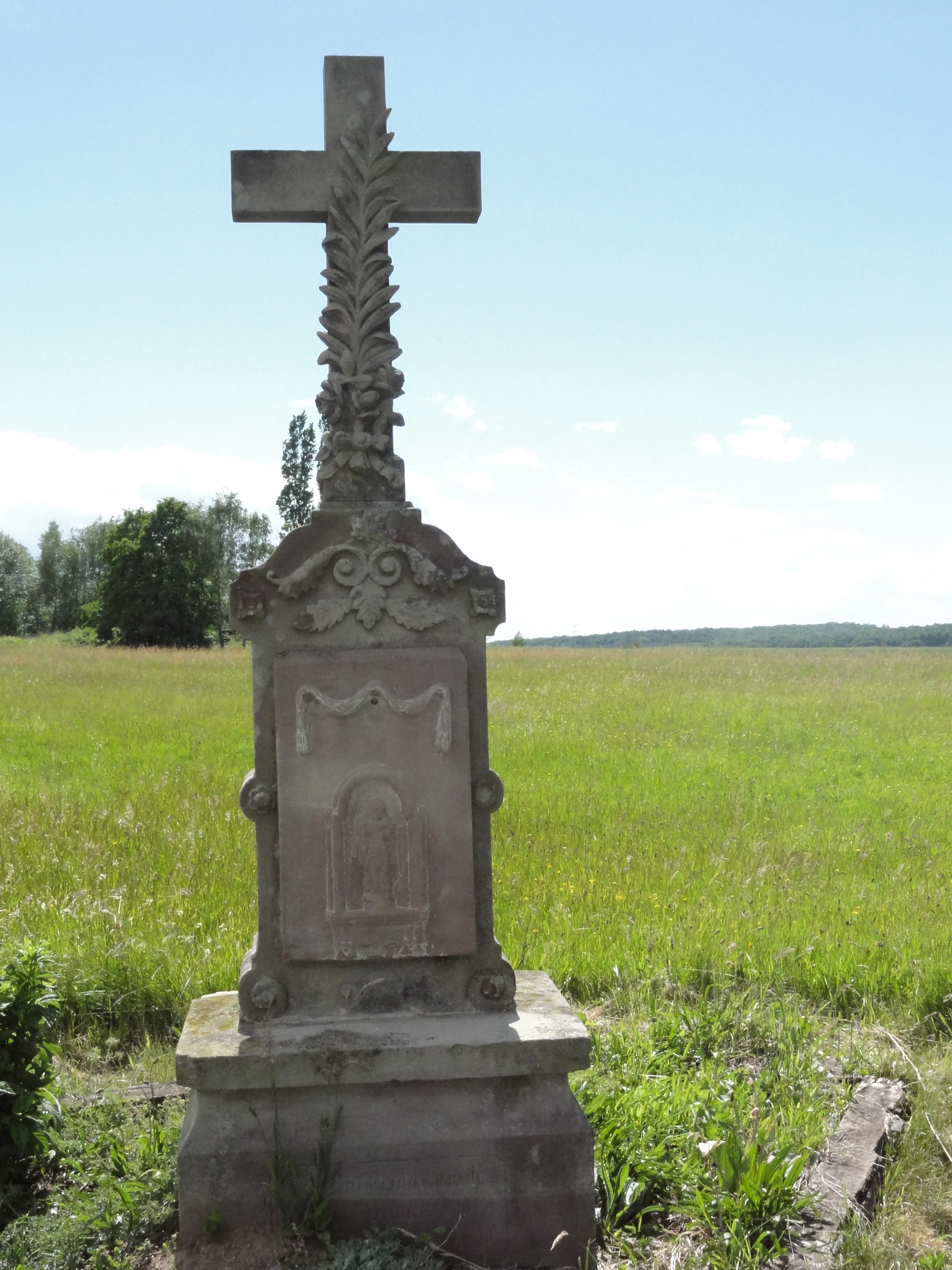
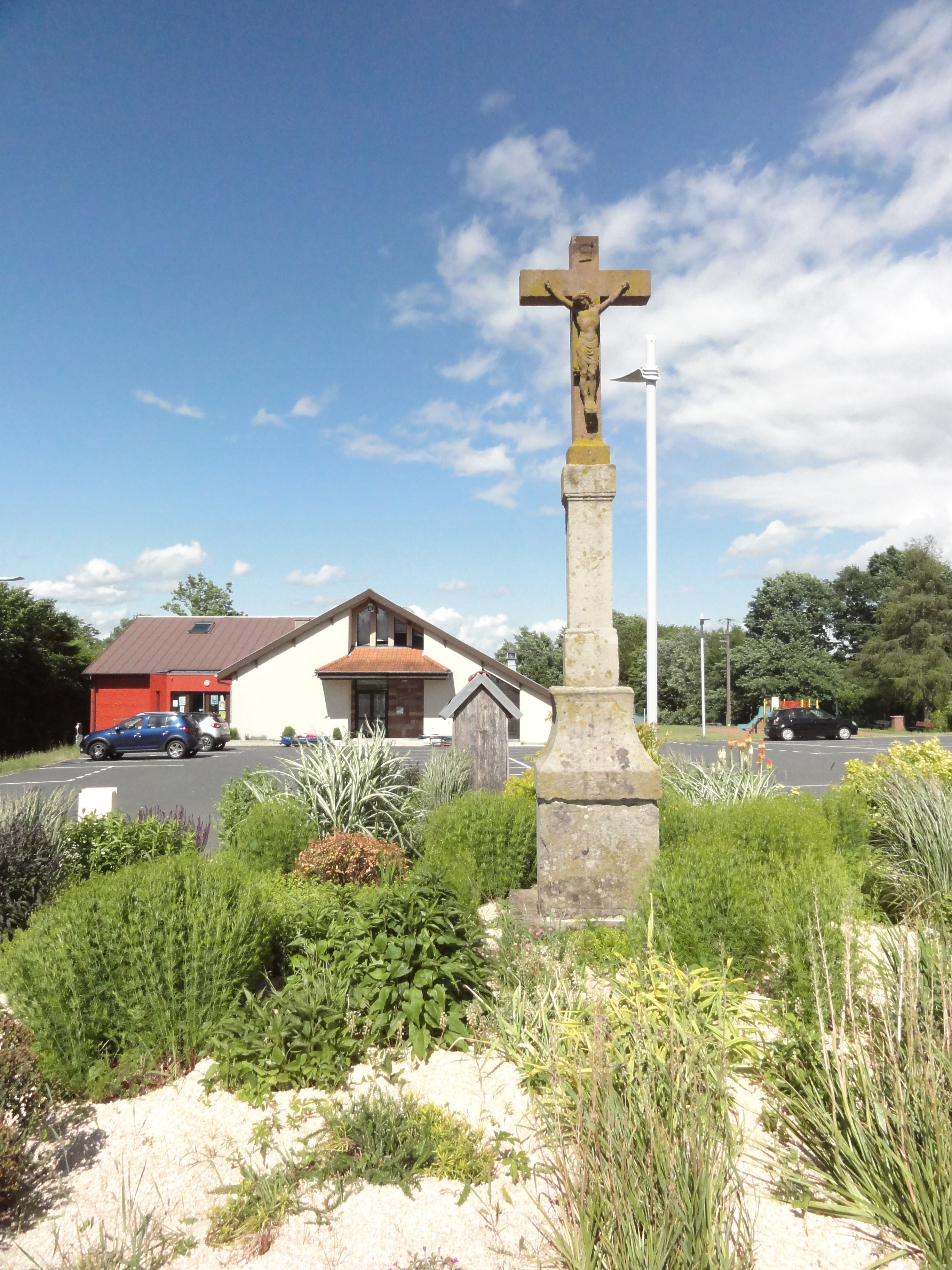

## Persönlichkeiten
- Julien Freund (1921–1993), Politikwissenschaftler und Soziologe, in Henridorff geboren

## Belege
1. ↑  Wappenbeschreibung auf genealogie-lorraine.fr (französisch)